# Schweizer Cup (Fussball, Männer) 2009/10
Der 85. Schweizer Cup fand vom 17. September 2009 bis am 9. Mai 2010 statt. Titelverteidiger war der FC Sion, der bereits in der zweiten Runde am unterklassigen FC Thun scheiterte. Cupsieger wurde der FC Basel.

## Modus
Zehn Vereine der Axpo Super League sowie 15 Klubs der Challenge League waren direkt für den Schweizer Cup qualifiziert. Dazu stiessen 13 Klubs aus der 1. Liga sowie 26 Klubs aus den Amateur-Ligen. Diese mussten sich in Regionalausscheidungen für den Schweizer Cup qualifizieren.
Mannschaften aus dem Fürstentum Liechtenstein sind nicht teilnahmeberechtigt, da die Liechtensteiner Clubs zwar am Schweizer Meisterschaftsbetrieb teilnehmen, aber im eigenständigen Liechtensteiner Cup starten. Dies betraf auch den Challenge-League-Club FC Vaduz. Zudem sind die U-21-Mannschaften aus der 1. Liga nicht spielberechtigt, genauso wie sämtliche weiteren Reserve-Teams. Wenn ein Reserve-Team eine Regionalausscheidung gewonnen hat, bekommt die erste Mannschaft den Startplatz im Schweizer Cup zugesprochen, es sei denn, die erste Mannschaft sei schon für den Wettbewerb qualifiziert. Ist dies der Fall, erhält der Finalgegner der Regionalausscheidung den Startplatz.
Der Schweizer Cup wird im K.-o.-System ausgetragen. In der Regel wird jede Runde innert maximal drei Tagen gespielt. In der ersten Runde und den Achtelfinals wurden Spiele vorgezogen, in der zweiten Runde musste ein Spiel verschoben werden. Die unterklassigen Mannschaften geniessen bis zur 3. Runde (Achtelfinals) das Heimrecht. Der Final fand nach einem Jahr Unterbrechung wieder im Basler St. Jakob-Park statt.
- 1. Runde (17. bis 20. September 2009): 64 Teams, die Sieger waren für die 2. Runde qualifiziert.
- 2. Runde (17. und 18. Oktober 2009): 32 Teams, die Sieger waren für die Achtelfinals qualifiziert.
- Achtelfinals (20. bis 22. November 2009): 16 Teams, die Sieger waren für die Viertelfinals qualifiziert.
- Viertelfinals (10. bis 13. Dezember 2009): 8 Teams, die Sieger waren für die Halbfinals qualifiziert.
- Halbfinals (5. April 2010): 4 Teams, die Sieger qualifizierten sich für das Endspiel.
- Final (9. Mai 2010): Der Sieger gewann den 85. Schweizer Cup.

## Teilnehmende Mannschaften
| Axpo Super League die 10 Vereine der Saison 2009/10                                                                              | Challenge League 15 Vereine der Saison 2009/10 | 1. Liga 13 Vereine der Saison 2009/10 | 2. Liga Interregional 11 Vereine der Saison 2009/10 | 2. Liga Regional 10 Vereine der Saison 2009/10                                                                                         | 3. Liga 5 Vereine der Saison 2009/10                       |
| FC Aarau FC Basel AC Bellinzona Grasshopper Club Zürich FC Luzern Neuchâtel Xamax FC Sion FC St. Gallen BSC Young Boys FC Zürich | FC Biel-Bienne FC Gossau SC Kriens FC Lausanne-Sport FC Le Mont FC Locarno FC Lugano FC Schaffhausen Servette FC Genève Stade Nyonnais FC Thun FC Wil FC Winterthur FC Wohlen Yverdon-Sport FC | FC Baden SC Cham CS Chênois FC Chiasso Chur 97 FC Echallens Étoile Carouge FC FC Laufen FC Münsingen FC Rapperswil-Jona FC Schötz FC Solothurn FC Tuggen | SC Buochs FC Colombier FC Härkingen FC La Tour/Le Pâquier FC Langenthal Le Locle Sports FC Linth 04 Losone Sportiva FC Serrières NE FC Thalwil FC Töss | FC Amicitia Riehen FC Echichens FC Farvagny/Ogoz FC Frauenfeld FC Montlingen FC Regensdorf FC Wängi FC Belp US Giubiasco FC Zollikofen | FC La Combe FC Dottikon FC Muotathal FC Vernier FC Witikon |

## Erste Runde
In der ersten Runde können die Mannschaften aus der Super League und der Challenge League gemäss Reglement nicht aufeinandertreffen. Die Mannschaft aus der niedrigeren Liga erhält den Heimvorteil, bei zwei Mannschaften aus der gleichen Liga bekommt ihn die erstgezogene. Die Auslosung fand am 21. August 2009 in Cham statt.
| Datum                 |                                | Ergebnis  |                              |
| --------------------- | ------------------------------ | --------- | ---------------------------- |
| 17.09.09 um 20:15 Uhr | FC Serrières NE (2. Int)       | 2:1 n. V. | Le Locle Sports (2. Int)     |
| 18.09.09 um 20:00 Uhr | FC Langenthal (2. Int)         | 0:3       | FC Biel (ChL)                |
| 19.09.09 um 15:30 Uhr | FC Witikon (3.)                | 00:10     | FC Zürich (SL)               |
| 19.09.09 um 16:00 Uhr | FC La Combe (3.)               | 0:8       | Neuchâtel Xamax (SL)         |
|                       | FC Münsingen (1.)              | 1:3 n. V. | FC Aarau (SL)                |
|                       | FC Belp (2.)                   | 0:7       | FC Solothurn (1.)            |
|                       | FC Tuggen (1.)                 | 4:1       | FC Schaffhausen (ChL)        |
| 19.09.09 um 16:30 Uhr | FC Thalwil (2. Int)            | 0:4 n. V. | FC Wil (ChL)                 |
| 19.09.09 um 17:00 Uhr | FC Colombier (2. Int)          | 1:5       | FC Lausanne-Sport (ChL)      |
|                       | FC Echallens (1.)              | 0:1       | FC Sion (SL)                 |
|                       | CS Chênois (1.)                | 0:4       | Servette FC (ChL)            |
|                       | FC Schötz (1.)                 | 2:3       | FC Luzern (SL)               |
|                       | FC Amicitia Riehen (2.)        | 0:4       | FC Thun (ChL)                |
|                       | FC Baden (1.)                  | 1:3       | BSC Young Boys (SL)          |
|                       | SC Buochs (2. Int)             | 1:6       | SC Kriens (ChL)              |
|                       | FC Zollikofen (2.)             | 1:2       | FC Härkingen (2. Int)        |
|                       | FC Montlingen (2.)             | 0:4       | FC Lugano (ChL)              |
|                       | FC Regensdorf (2.)             | 1:3       | FC Rapperswil-Jona (1.)      |
|                       | FC Töss (2. Int)               | 3:0       | Chur 97 (1.)                 |
| 19.09.09 um 18:00 Uhr | FC La Tour/Le Pâquier (2. Int) | 1:3       | Étoile Carouge FC (1.)       |
|                       | FC Laufen (1.)                 | 2:3       | FC Wohlen (ChL)              |
|                       | FC Muotathal (3.)              | 3:1       | FC Dottikon (3.)             |
|                       | FC Wängi (2.)                  | 1:3       | FC Locarno (ChL)             |
|                       | FC Frauenfeld (2.)             | 0:8       | FC Winterthur (ChL)          |
|                       | FC Linth 04 (2. Int)           | 2:1       | FC Gossau (ChL)              |
|                       | FC Chiasso (1.)                | 0:3       | Grasshopper Club Zürich (SL) |
|                       | Losone Sportiva (2. Int)       | 1:4       | AC Bellinzona (SL)           |
| 20.09.09 um 14:30 Uhr | SC Cham (1.)                   | 0:3       | FC Basel (SL)                |
| 20.09.09 um 15:00 Uhr | FC Echichens (2.)              | 0:6       | FC Le Mont (ChL)             |
|                       | FC Vernier (3.)                | 0:7       | Stade Nyonnais (ChL)         |
|                       | FC Farvagny/Ogoz (2.)          | 0:3       | Yverdon-Sport FC (ChL)       |
| 20.09.09 um 15:30 Uhr | US Giubiasco (2.)              | 1:3 n. V. | FC St. Gallen (SL)           |

## Zweite Runde
In der zweiten Runde können die Mannschaften aus der Super League nicht aufeinandertreffen. Die Mannschaft aus der niedrigeren Liga erhält den Heimvorteil, bei zwei Mannschaften aus der gleichen Liga bekommt ihn die erstgezogene. Die Auslosung fand am 21. September 2009 in Zürich statt.
Am 24. September wurde bekannt, dass der FC Locarno sein Heimrecht an den Gegner, den FC Zürich, abtrete. Weiter traten der FC Wil und der FC Serrières ihr Heimrecht an den FC St. Gallen bzw. Neuchâtel Xamax ab. Als Nebeneffekt wurde eine Diskussion ausgelöst, ob kleine Vereine ihr Heimrecht abtreten dürften, für viele Unterklassige werde der Cup zur «finanziellen Last».
Das Spiel zwischen dem FC Muotathal und dem FC Töss, das ursprünglich am 17. Oktober angesetzt war, musste wegen Schneefalls um eine Woche verschoben werden.
| Datum                 |                         | Ergebnis  |                              |
| --------------------- | ----------------------- | --------- | ---------------------------- |
| 17.10.09 um 15:00 Uhr | FC Rapperswil-Jona (1.) | 4:1       | FC Wohlen (ChL)              |
| 17.10.09 um 16:00 Uhr | Neuchâtel Xamax (SL)    | 2:1       | FC Serrières NE (2. Int)     |
| 17.10.09 um 17:00 Uhr | FC Le Mont (ChL)        | 1:3       | FC Basel (SL)                |
| 17.10.09 um 17:30 Uhr | SC Kriens (ChL)         | 5:4       | AC Bellinzona (SL)           |
| 17.10.09 um 17:45 Uhr | FC Zürich (SL)          | 7:0       | FC Locarno (ChL)             |
| 17.10.09 um 18:00 Uhr | FC Tuggen (1.)          | 1:3 n. V. | FC Winterthur (ChL)          |
| 17.10.09 um 19:00 Uhr | Étoile Carouge FC (1.)  | 0:3       | Servette FC (ChL)            |
| 18.10.09 um 14:00 Uhr | FC Linth 04 (2. Int)    | 1:4       | FC Luzern (SL)               |
| 18.10.09 um 14:30 Uhr | FC Biel (ChL)           | 3:2 n. V. | FC Aarau (SL)                |
|                       | Yverdon-Sport FC (ChL)  | 1:3       | BSC Young Boys (SL)          |
|                       | FC Thun (ChL)           | 2:1 n. V. | FC Sion (SL)                 |
|                       | FC Härkingen (2. Int)   | 1:3       | FC Solothurn (1.)            |
|                       | FC St. Gallen (SL)      | 2:1       | FC Wil (ChL)                 |
|                       | FC Lugano (ChL)         | 1:0       | Grasshopper Club Zürich (SL) |
| 18.10.09 um 15:00 Uhr | Stade Nyonnais (ChL)    | 1:2       | FC Lausanne-Sport (ChL)      |
| 24.10.09 um 18:00 Uhr | FC Muotathal (3.)       | 0:3       | FC Töss (2. Int)             |

## Achtelfinals
Im Achtelfinal werden die Partien ohne Bedingungen gezogen, d. h. jede Mannschaft kann auf jede andere Mannschaft treffen. Die Mannschaft aus der niedrigeren Liga erhält das Heimrecht, bei zwei Mannschaften aus der gleichen Liga bekommt es die erstgezogene.
| Datum                 |                         | Ergebnis  |                         |
| --------------------- | ----------------------- | --------- | ----------------------- |
| 20.11.09 um 20:10 Uhr | FC Basel (SL)           | 4:2       | FC Zürich (SL)          |
| 21.11.09 um 14:30 Uhr | FC Töss (2. Int)        | 1:2       | FC Luzern (SL)          |
| 21.11.09 um 16:00 Uhr | FC Rapperswil-Jona (1.) | 3:5 n. V. | FC Biel-Bienne (ChL)    |
| 21.11.09 um 19:30 Uhr | Servette FC (ChL)       | 1:2 n. V. | FC St. Gallen (SL)      |
| 22.11.09 um 14:30 Uhr | FC Lugano (ChL)         | 1:2       | FC Lausanne-Sport (ChL) |
|                       | Neuchâtel Xamax (SL)    | 0:1       | BSC Young Boys (SL)     |
|                       | FC Winterthur (ChL)     | 2:4 n. V. | FC Thun (ChL)           |
|                       | FC Solothurn (1.)       | 2:4       | SC Kriens (ChL)         |

## Viertelfinals
Auch im Viertelfinal werden die Partien ohne Bedingungen gezogen, d. h. jede Mannschaft kann auf jede andere Mannschaft treffen. Heimrecht hat im Viertel- und im Halbfinal die erstgezogene Mannschaft.
| Datum                 |                         | Ergebnis |                      |
| --------------------- | ----------------------- | -------- | -------------------- |
| 10.12.09 um 19:00 Uhr | FC Luzern (SL)          | 1:4      | FC St. Gallen (SL)   |
| 12.12.09 um 17:45 Uhr | FC Basel (SL)           | 3:1      | FC Biel-Bienne (ChL) |
| 13.12.09 um 14:00 Uhr | SC Kriens (ChL)         | 2:1      | FC Thun (ChL)        |
| 13.12.09 um 15:30 Uhr | FC Lausanne-Sport (ChL) | 4:1      | BSC Young Boys (SL)  |

## Halbfinals
Die Begegnungen wurden ausgelost.
| Datum                 |                    | Ergebnis |                         |
| --------------------- | ------------------ | -------- | ----------------------- |
| 05.04.10 um 14:00 Uhr | SC Kriens (ChL)    | 0:1      | FC Basel (SL)           |
|                       | FC St. Gallen (SL) | 1:2      | FC Lausanne-Sport (ChL) |

## Final
Das Finalspiel fand am 9. Mai 2010 um 16:30 Uhr im St. Jakob-Park in Basel statt.
| Paarung           | FC Basel – FC Lausanne-Sport |
| Ergebnis          | 6:0 (2:0) |
| Datum             | 9. Mai 2010 um 16:30 Uhr |
| Stadion           | St. Jakob-Park, Basel |
| Zuschauer         | 30'100 |
| Schiedsrichter    | Sascha Kever (Cureglia) |
| Tore              | 1:0 Valentin Stocker (28.) 2:0 Xherdan Shaqiri (30.) 3:0 Jacques Zoua (46.) 4:0 Scott Chipperfield (52.) 5:0 Valentin Stocker (75.) 6:0 Benjamin Huggel (89.) |
| FC Basel          | Franco Costanzo – Samuel Inkoom (54. Reto Zanni), David Abraham, Beg Ferati, Behrang Safari – Xherdan Shaqiri (79. Federico Almerares), Benjamin Huggel, Antônio da Silva, Valentin Stocker – Jacques Zoua, Scott Chipperfield (67. Alexander Frei) Cheftrainer: Thorsten Fink ( Deutschland) |
| FC Lausanne-Sport | Anthony Favre – Nelson Borges (53. Fabian Geiser), Sébastien Meoli, Baptiste Buntschu, Jérôme Sonnerat – Nicolas Marazzi, Bertrand N'Dzomo – Abdul Carrupt, Rodrigo Tosi, Luis Felipe Pimenta (71. Dylan Stadelmann) – Gaspar (82. Nicolas Hélin) Cheftrainer: Arpad Soos                     |